# Université du Queensland
Pour les articles homonymes, voir UQ.
L'université du Queensland (en anglais, University of Queensland ; UQ, ou Queensland University) est une université australienne dont le campus principal est situé à Saint Lucia (en) près de Brisbane.

## Présentation
Fondée en 1909, c'est l'université la plus vieille du Queensland et la cinquième plus ancienne du pays. Le campus principal est localisé dans St Lucia, au sud-ouest du Brisbane CBD (centre-ville de Brisbane). UQ est membre du Australia's Group of Eight lobby group. Cette université est aussi connue comme « une université de grès ». En effet, tous ses premiers bâtiments sont construits à l’aide de cette pierre. Le campus principal, à Saint Lucia, est considéré comme l'un des plus agréables pour étudier en Australie.
UQ est classée parmi les meilleures universités, tant en Australie que dans le monde. En 2009, the Australian Cancer Research Foundation (en) a annoncé que UQ a pris la tête dans les nombreux secteurs de cancérologie, ayant attribué presque 10 millions de $ de subventions reparties sur une période de trois ans.
Il y a de nombreux centres de recherche collaboratifs associés à l'université. Le Queensland Bioscience Precinct sur le campus de St Lucia regroupe des scientifiques du Commonwealth Scientific and Industrial Research Organisation (CSIRO), de l'Institut de bioscience moléculaire, de l'Institut australien pour la bioingénierie et la nanotechnologie et du Queensland Brain Institute pour former l'un des plus grands groupes de recherche biomédical en Australie.
Elle est membre du réseau Universitas 21.

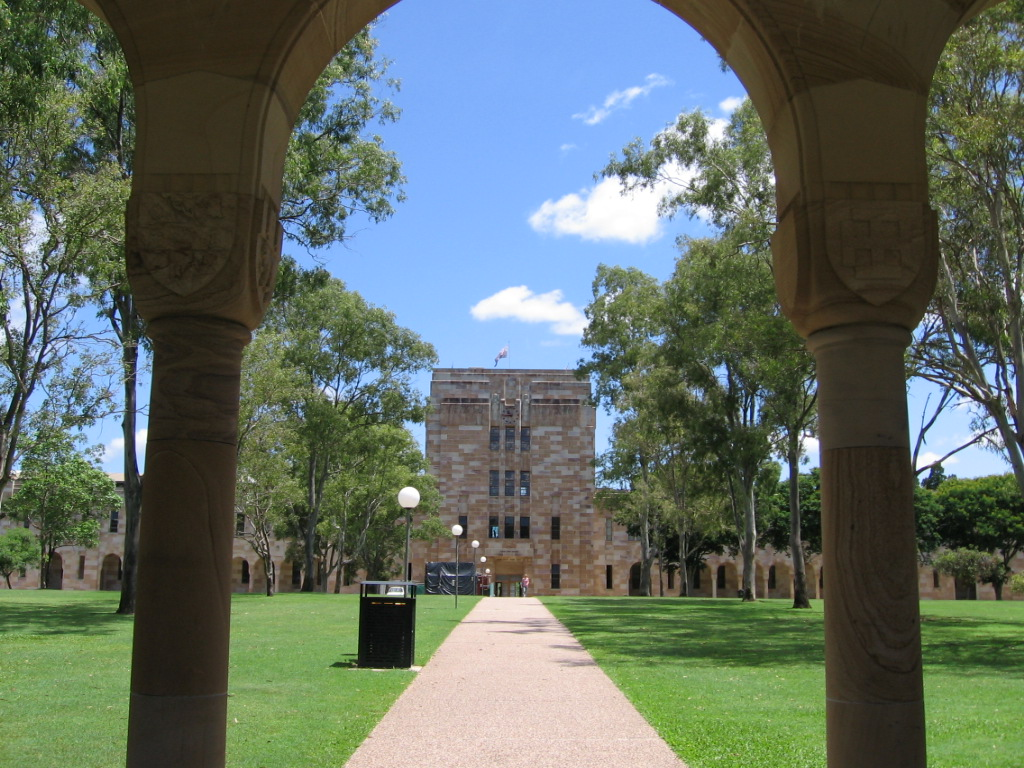
L'université.

## Anciens étudiants notoires
L'UQ a produit de nombreux anciens élèves distingués. Parmi les exemples notables, mentionnons le prix Nobel de physiologie et de médecine Peter C. Doherty, l'acteur australien Geoffrey Rush, la première femme Gouverneur général d'Australie, Quentin Bryce, le nageur australien et médaillé d'or olympique David Theile, Graham Wise auteur de L'Eléphant Farceur, la mathématicienne Ethel Raybould et, en dehors des étudiants australiens, la biogénéticienne zimbabwéenne Rachel Chikwamba. Charles Abel, vice-Premier ministre de Papouasie-Nouvelle-Guinée de 2017 à 2019, est diplômé d'économie de cette université.